# Crots
Crots település Franciaországban, Hautes-Alpes megyében. Lakosainak száma 1161 fő (2022. január 1.). Crots Le Lauzet-Ubaye, Pontis, Méolans-Revel, Baratier, Embrun, Les Orres, Puy-Sanières és Savines-le-Lac községekkel határos.

## Népesség
A település népességének változása:
| Lakosok száma | 463  | 563  | 670  | 883  | 1010 | 1022 | 1075 | 1105 | 1125 | 1161 |
|               | 1968 | 1982 | 1990 | 2006 | 2013 | 2015 | 2017 | 2019 | 2020 | 2022 |